# Saison 2016 de l'équipe cycliste Orica-BikeExchange
La saison 2016 de l'équipe cycliste Orica-BikeExchange est la cinquième de cette équipe. L'équipe s'appelle Orica-GreenEDGE du 1er janvier au 30 juin inclus puis prend Orica-BikeExchange comme nouvelle appellation le lendemain lors de la présentation du Tour de France.

## Préparation de la saison 2016

### Sponsors et financement de l'équipe
L'équipe Orica-GreenEDGE est la propriété de l'homme d'affaires australien Gerry Ryan. Il participe à son financement, en partie via les sociétés Jayco (fabricant de caravanes) et Mitchelton Wines, qu'il possède,,. Le sponsor principal et éponyme de l'équipe est l'entreprise Orica, fabricant d'explosifs et de produits chimiques pour l'industrie minière, qui s'est engagé pour trois ans en mai 2012, puis a prolongé son engagement jusqu'à la fin de l'année 2016. Les autres sponsors sont Scott, fournisseur de cycles, Craft, fournisseur de vêtement depuis 2014, Jayco.
Le maillot de l'équipe, conçu par Craft, est blanc, bleu et vert, semblable aux saisons précédentes. Le seul changement notable est l'apparition du logo de BikeExchange, partenaire média de l'équipe depuis sa création, sur la manche,.

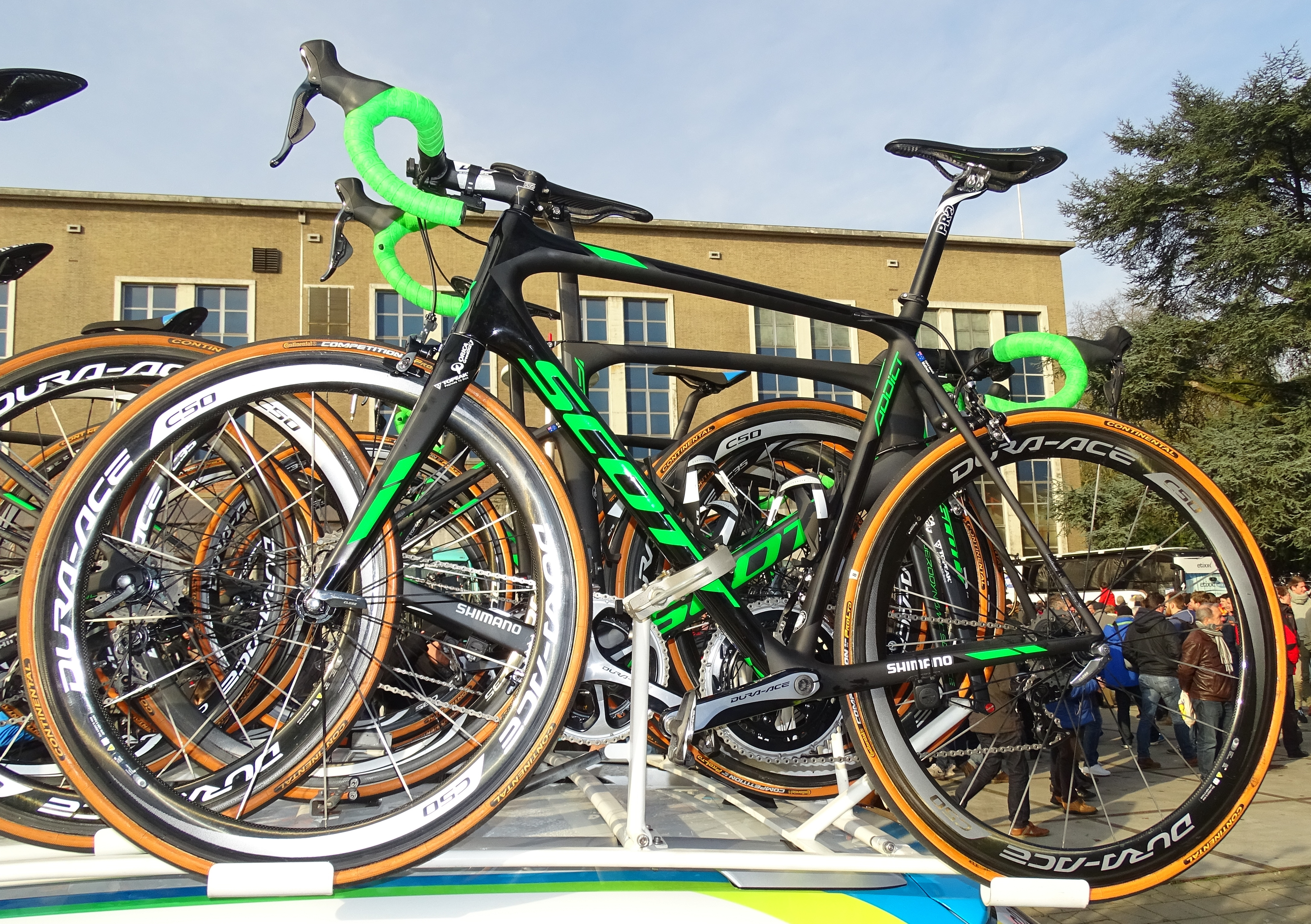
Scott Addict utilisé par l'équipe lors du Circuit Het Nieuwsblad.
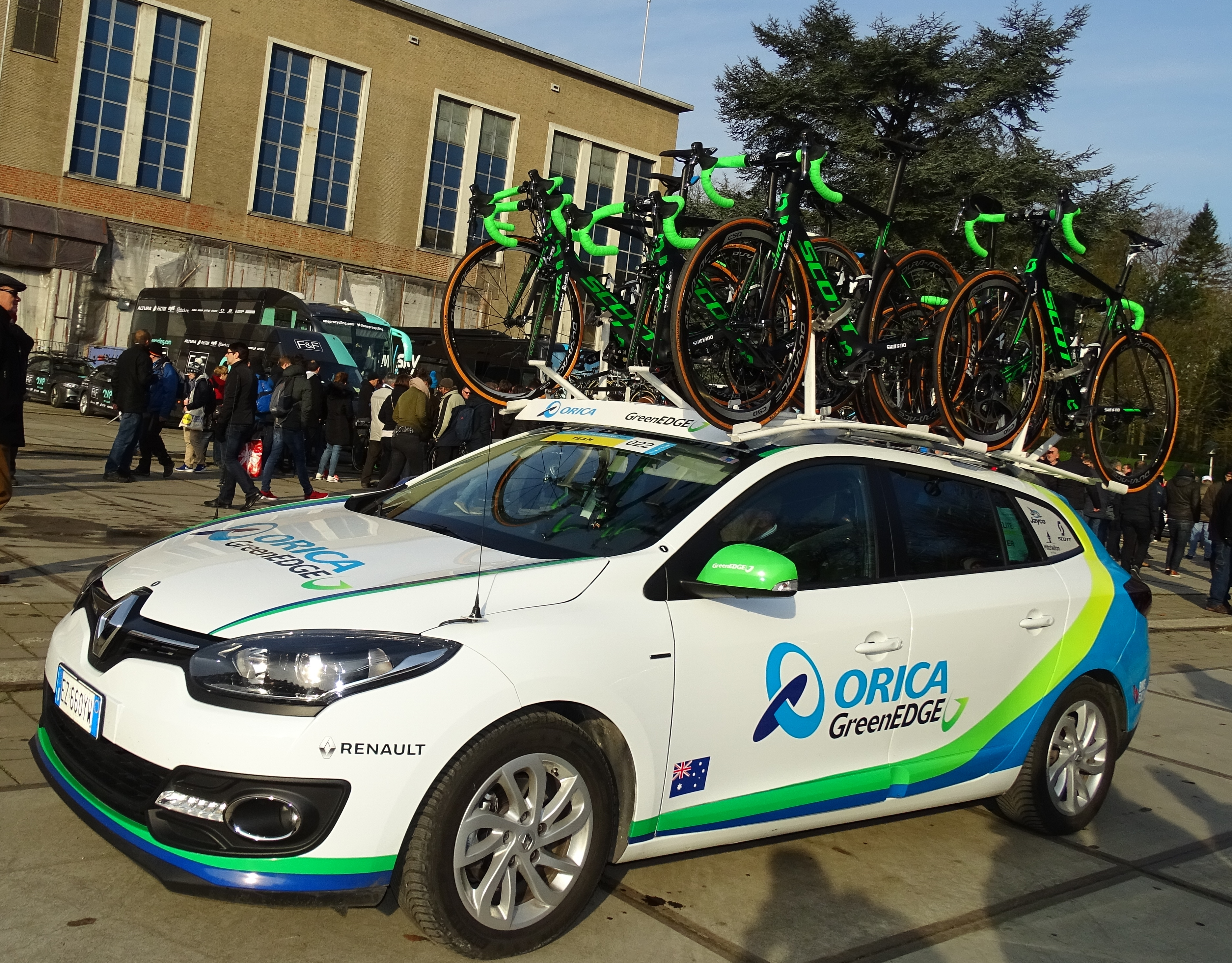
Véhicuel de l'équipe lors du Circuit Het Nieuwsblad.

### Arrivées et départs
| Arrivées                | Équipe 2015                  |
| ----------------------- | ---------------------------- |
| Alexander Edmondson     | Jayco-AIS World Tour Academy |
| Jack Haig               | Jayco-AIS World Tour Academy |
| Christopher Juul Jensen | Tinkoff-Saxo                 |
| Cheung King Lok         | HKSI                         |
| Luka Mezgec             | Giant-Alpecin                |
| Rubén Plaza             | Lampre-Merida                |
| Robert Power            | Jayco-AIS World Tour Academy |
| Carlos Verona           | Etixx-Quick Step             |
| Amets Txurruka          | Caja Rural-Seguros RGA       |

| Départs          | Équipe 2016                |
| ---------------- | -------------------------- |
| Adam Blythe      | Tinkoff                    |
| Simon Clarke     | Cannondale                 |
| Leigh Howard     | IAM                        |
| Brett Lancaster  | retraite                   |
| Cameron Meyer    | Dimension Data             |
| Jens Mouris      | Drapac                     |
| Ivan Santaromita | Skydive Dubai-Al Ahli Club |
| Pieter Weening   | Roompot-Oranje Peloton     |

## Coureurs et encadrement technique

### Effectif
| Cycliste                | Date de naissance | Nationalité      | Équipe 2015                  |  |
| ----------------------- | ----------------- | ---------------- | ---------------------------- |  |
| Michael Albasini        | 20 décembre 1980  | Suisse           | Orica-GreenEDGE              |  |
| Sam Bewley              | 22 juillet 1987   | Nouvelle-Zélande | Orica-GreenEDGE              |  |
| Esteban Chaves          | 17 janvier 1990   | Colombie         | Orica-GreenEDGE              |  |
| Magnus Cort Nielsen     | 16 janvier 1993   | Danemark         | Orica-GreenEDGE              |  |
| Mitchell Docker         | 2 octobre 1986    | Australie        | Orica-GreenEDGE              |  |
| Luke Durbridge          | 9 avril 1991      | Australie        | Orica-GreenEDGE              |  |
| Alexander Edmondson     | 22 décembre 1993  | Australie        | Jayco-AIS World Tour Academy |  |
| Caleb Ewan              | 11 juillet 1994   | Australie        | Orica-GreenEDGE              |  |
| Simon Gerrans           | 16 mai 1980       | Australie        | Orica-GreenEDGE              |  |
| Jack Haig               | 6 septembre 1993  | Australie        | Jayco-AIS World Tour Academy |  |
| Mathew Hayman           | 20 avril 1978     | Australie        | Orica-GreenEDGE              |  |
| Michael Hepburn         | 17 août 1991      | Australie        | Orica-GreenEDGE              |  |
| Damien Howson           | 13 août 1992      | Australie        | Orica-GreenEDGE              |  |
| Daryl Impey             | 6 décembre 1984   | Afrique du Sud   | Orica-GreenEDGE              |  |
| Christopher Juul Jensen | 6 juillet 1989    | Danemark         | Tinkoff-Saxo                 |  |
| Jens Keukeleire         | 23 novembre 1988  | Belgique         | Orica-GreenEDGE              |  |
| Cheung King Lok         | 8 février 1991    | Hong Kong        | HKSI                         |  |
| Michael Matthews        | 26 septembre 1990 | Australie        | Orica-GreenEDGE              |  |
| Christian Meier         | 21 février 1985   | Canada           | Orica-GreenEDGE              |  |
| Luka Mezgec             | 27 juin 1988      | Slovénie         | Giant-Alpecin                |  |
| Rubén Plaza             | 29 février 1980   | Espagne          | Lampre-Merida                |  |
| Robert Power            | 6 septembre 1993  | Australie        | Jayco-AIS World Tour Academy |  |
| Svein Tuft              | 9 mai 1977        | Canada           | Orica-GreenEDGE              |  |
| Amets Txurruka          | 10 novembre 1982  | Espagne          | Caja Rural-Seguros RGA       |  |
| Carlos Verona           | 4 novembre 1992   | Espagne          | Etixx-Quick Step             |  |
| Adam Yates              | 7 août 1992       | Royaume-Uni      | Orica-GreenEDGE              |  |
| Simon Yates             | 7 août 1992       | Royaume-Uni      | Orica-GreenEDGE              |  |
| Stagiaire               | Date de naissance | Nationalité      | Équipe 2016                  |  |
| Nick Schultz            | 13 septembre 1994 | Australie        | SEG Racing Academy           |  |

## Bilan de la saison

### Victoires
| Date       | Course                                           | Pays           | Classe | Vainqueur                 |
| ---------- | ------------------------------------------------ | -------------- | ------ | ------------------------- |
| 19/01/2016 | 1re étape du Tour Down Under                     | Australie      | WT     | Caleb Ewan                |
| 21/01/2016 | 3e étape du Tour Down Under                      | Australie      | WT     | Simon Gerrans             |
| 22/01/2016 | 4e étape du Tour Down Under                      | Australie      | WT     | Simon Gerrans             |
| 24/01/2016 | 6e étape du Tour Down Under                      | Australie      | WT     | Caleb Ewan                |
| 24/01/2016 | Classement général du Tour Down Under            | Australie      | WT     | Simon Gerrans             |
| 05/02/2016 | 2e étape du Herald Sun Tour                      | Australie      | 2.1    | Caleb Ewan                |
| 11/02/2016 | Championnat d'Afrique du Sud du contre-la-montre | Afrique du Sud | CN     | Daryl Impey               |
| 06/03/2016 | Prologue de Paris-Nice                           | France         | WT     | Michael Matthews          |
| 08/03/2016 | 2e étape de Paris-Nice                           | France         | WT     | Michael Matthews          |
| 03/04/2016 | Tour de La Rioja                                 | Espagne        | 1.1    | Michael Matthews          |
| 10/04/2016 | Paris-Roubaix                                    | France         | WT     | Mathew Hayman             |
| 01/05/2016 | 5e étape du Tour de Romandie                     | Suisse         | WT     | Michael Albasini          |
| 21/05/2016 | 14e étape du Tour d'Italie                       | Italie         | WT     | Esteban Chaves            |
| 16/06/2016 | 1re étape du Tour de Slovénie                    | Slovénie       | 2.1    | Jens Keukeleire           |
| 25/06/2016 | Championnat de Hong Kong du contre-la-montre     | Hong Kong      | CN     | Cheung King Lok           |
| 26/06/2016 | Championnat de Hong Kong sur route               | Hong Kong      | CN     | Cheung King Lok           |
| 12/07/2016 | 10e étape du Tour de France                      | France         | WT     | Michael Matthews          |
| 25/07/2016 | Classique d'Ordizia                              | Espagne        | 1.1    | Simon Yates               |
| 28/07/2016 | 2e étape du Tour de Danemark                     | Danemark       | 2.HC   | Magnus Cort Nielsen       |
| 21/08/2016 | EuroEyes Cyclassics                              | Allemagne      | WT     | Caleb Ewan                |
| 25/08/2016 | 6e étape du Tour d'Espagne                       | Espagne        | WT     | Simon Yates               |
| 01/09/2016 | 12e étape du Tour d'Espagne                      | Espagne        | WT     | Jens Keukeleire           |
| 08/09/2016 | 18e étape du Tour d'Espagne                      | Espagne        | WT     | Magnus Cort Nielsen       |
| 11/09/2016 | 21e étape du Tour d'Espagne                      | Espagne        | WT     | Magnus Cort Nielsen       |
| 24/09/2016 | Tour d'Émilie                                    | Italie         | 1.HC   | Esteban Chaves            |
| 25/09/2016 | Duo normand                                      | France         | 1.1    | Luke Durbridge Svein Tuft |
| 01/10/2016 | Tour de Lombardie                                | Italie         | WT     | Esteban Chaves            |

### Résultats sur les courses majeures
Les tableaux suivants représentent les résultats de l'équipe dans les principales courses du calendrier international (les cinq classiques majeures et les trois grands tours). Pour chaque épreuve est indiqué le meilleur coureur de l'équipe, son classement ainsi que les accessits glanés par Orica-BikeExchange sur les courses de trois semaines.

#### Classiques
| Classique            | Milan-San Remo         | Tour des Flandres     | Paris-Roubaix       | Liège-Bastogne-Liège | Tour de Lombardie    |
| -------------------- | ---------------------- | --------------------- | ------------------- | -------------------- | -------------------- |
| Coureur (classement) | Michael Matthews (59e) | Jens Keukeleire (21e) | Mathew Hayman (1er) | Simon Gerrans (33e)  | Esteban Chaves (1er) |

#### Grands tours
| Grand tour           | Tour d'Italie                       | Tour de France                                                                   | Tour d'Espagne                                                               |
| -------------------- | ----------------------------------- | -------------------------------------------------------------------------------- | ---------------------------------------------------------------------------- |
| Coureur (classement) | Esteban Chaves (2e)                 | Adam Yates (4e)                                                                  | Esteban Chaves (3e)                                                          |
| Accessits            | 1 victoire d'étape (Esteban Chaves) | 1 victoire d'étape (Michael Matthews), Classement du meilleur jeune (Adam Yates) | 4 victoires d'étapes (Simon Yates, Jens Keukeleire, Magnus Cort Nielsen (2)) |